# Chris Green (polityk)
Chris Green właściwie Christopher Patrick James Green (ur. 12 sierpnia 1973) – brytyjski polityk Partii Konserwatywnej, poseł do Izby Gmin w latach 2015–2024.

## Działalność polityczna
Od 7 maja 2015 reprezentował okręg wyborczy Bolton West w brytyjskiej Izbie Gmin. ponownie wybrany w 2019, nie uzyskał kolejnej reelekcji w 2024.